# Croton densivestitus
Espèce
Croton densivestitus est une espèce de plantes à fleurs du genre Croton et de la famille des Euphorbiaceae, présente au nord ouest du Queensland en Australie.
Il a pour synonyme :
- Croton pubens, Domin, 1927